# Vladan Kujović
Vladan Kujović, (en serbe, Владан Кујовић) , né le 23 août 1978 à Niš en Serbie, est un footballeur serbe. Il jouait au poste de gardien de but et a pris sa retraite sportive en 2015.

## Biographie
Après avoir joué de 1988 à 1997 pour le club serbe de FK Radnički Niš, il a fini sa formation en Belgique au Eendracht Alost. Il a ensuite joué aux Pays-Bas pour le Roda JC, club avec lequel il passe un nouveau cap.
Lors du mercato 2007 il découvre un autre pays, l'Espagne en signant au Levante UD. Mais il ne réussit pas à s'imposer et retourne en Belgique en 2008, au Lierse SK qui joue en 2e division.
Après deux saisons et demie et une remontée en Jupiler League, Vladan rejoint le club néerlandais de Willem II Tilburg en février 2011 pour une durée de cinq mois.
Willem II étant relégué, le 20 avril 2011 il s'engage avec le FC Bruges pour deux saisons à partir de juillet 2011. Après l'arrivée du nouvel entraineur brugeois Garrido en remplaçant de Leekens, il prend la place de titulaire de Jorgacevic.
Le 16 mai 2015, il annonce qu'il mettra un terme à sa carrière à l'issue de la saison 2014-2015.

## Statistiques
| Saison        | Club            | Pays     | Compétition    | Matchs |
| ------------- | --------------- | -------- | -------------- | ------ |
| 1999-2000     | Eendracht Alost | Belgique | Jupiler League | 8      |
| 2000-2001     | Eendracht Alost | Belgique | Jupiler League | 34     |
| 2001-2002     | Eendracht Alost | Belgique | Jupiler League | 27     |
| 2002-2003     | Roda JC         | Pays-Bas | Eredivisie     | 22     |
| 2003-2004     | Roda JC         | Pays-Bas | Eredivisie     | 34     |
| 2004-2005     | Roda JC         | Pays-Bas | Eredivisie     | 33     |
| 2005-2006     | Roda JC         | Pays-Bas | Eredivisie     | 32     |
| 2006-2007     | Roda JC         | Pays-Bas | Eredivisie     | 21     |
| 2007-2008     | Levante UD      | Espagne  | Liga           | 13     |
| 2008-2009     | Lierse SK       | Belgique | D2 belge       | 35     |
| 2009-2010     | Lierse SK       | Belgique | D2 belge       | 35     |
| 2010-fév.2011 | Lierse SK       | Belgique | Jupiler League | 6      |
| fév.2011-2011 | Willem II       | Pays-Bas | Eredivisie     | 8      |
| Total         |                 |          |                | 294    |

## Palmarès
- Lierse SK
  - Division 2
    - Vainqueur :  2010